# Supamo
Supamo je rijeka u Venezueli. Pritoka je rijeke Cuyuni i pripada porječju rijeke Essequibo.